# 羅漢寺 (大田市)
羅漢寺（らかんじ）は、島根県大田市大森町羅漢町にある高野山真言宗の寺院である。本尊は阿弥陀如来。山号は石室山。1764年（明和元年）に月海浄印によって創建された。

## 概要

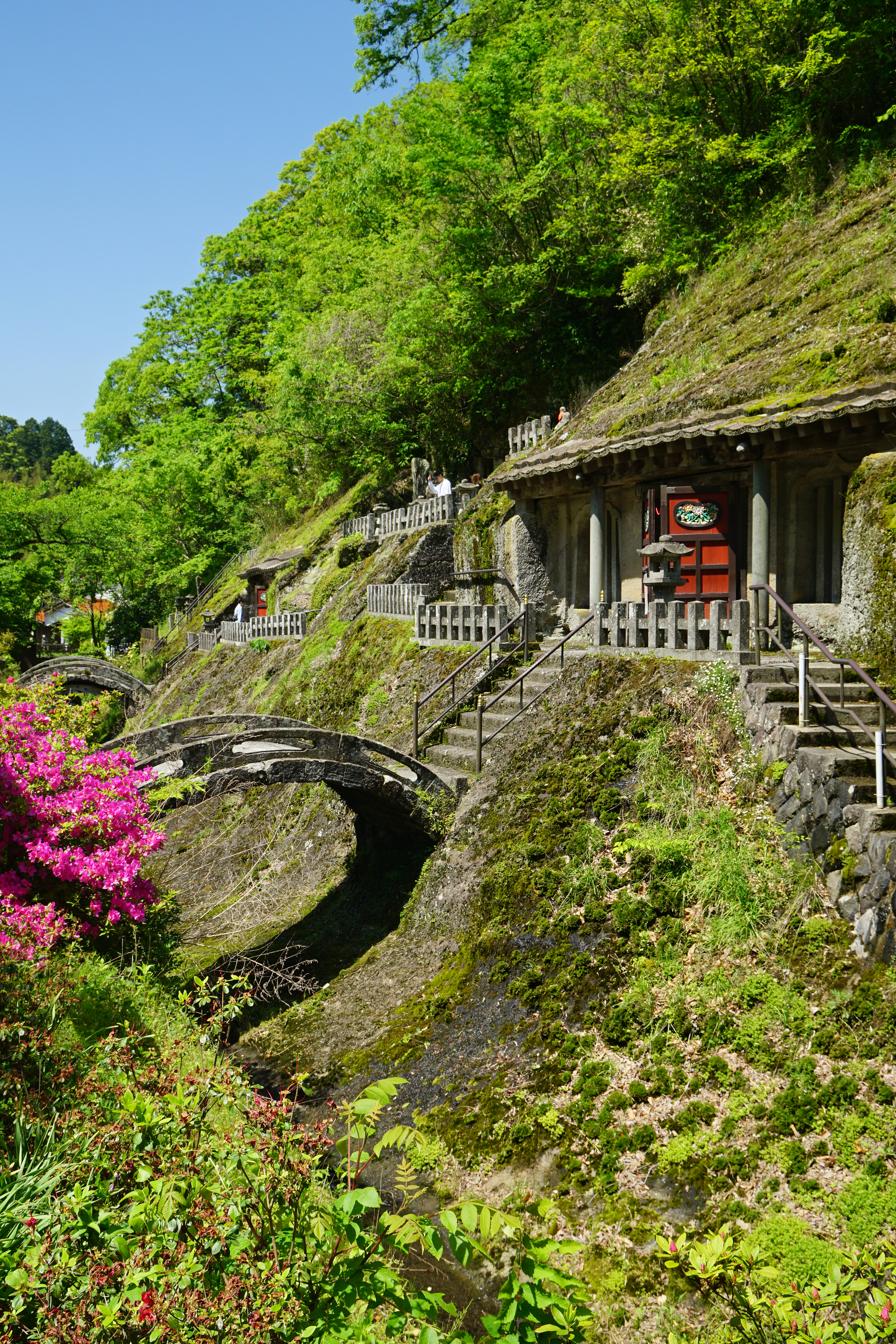
五百羅漢
五百羅漢が造られ始めたのは、創建する前の元文年間（1736年 – 1740年）から始まり、大森代官所の関係者が観世音寺に参詣し、石造十六羅漢を拝んで、当時住職だった月海浄印に相談して話したことがきっかけとなった。温泉津の石工である坪内平七一門の手により彫り、25年の歳月をかけて完成された。羅漢像は境内の前の川を挟んで向かい側にある岩盤に3ヵ所の石窟があり、中央窟に石造三尊仏、左右両窟にそれぞれ250体ずつの石造羅漢座像が安置されている。内に安置されている。2007年に世界遺産「石見銀山遺跡とその文化的景観」の一部として登録された
その他
創建当時にかけられた石反り橋や、本堂の天井には地元の人々が苦しめられた伝説の双龍が描かれている。

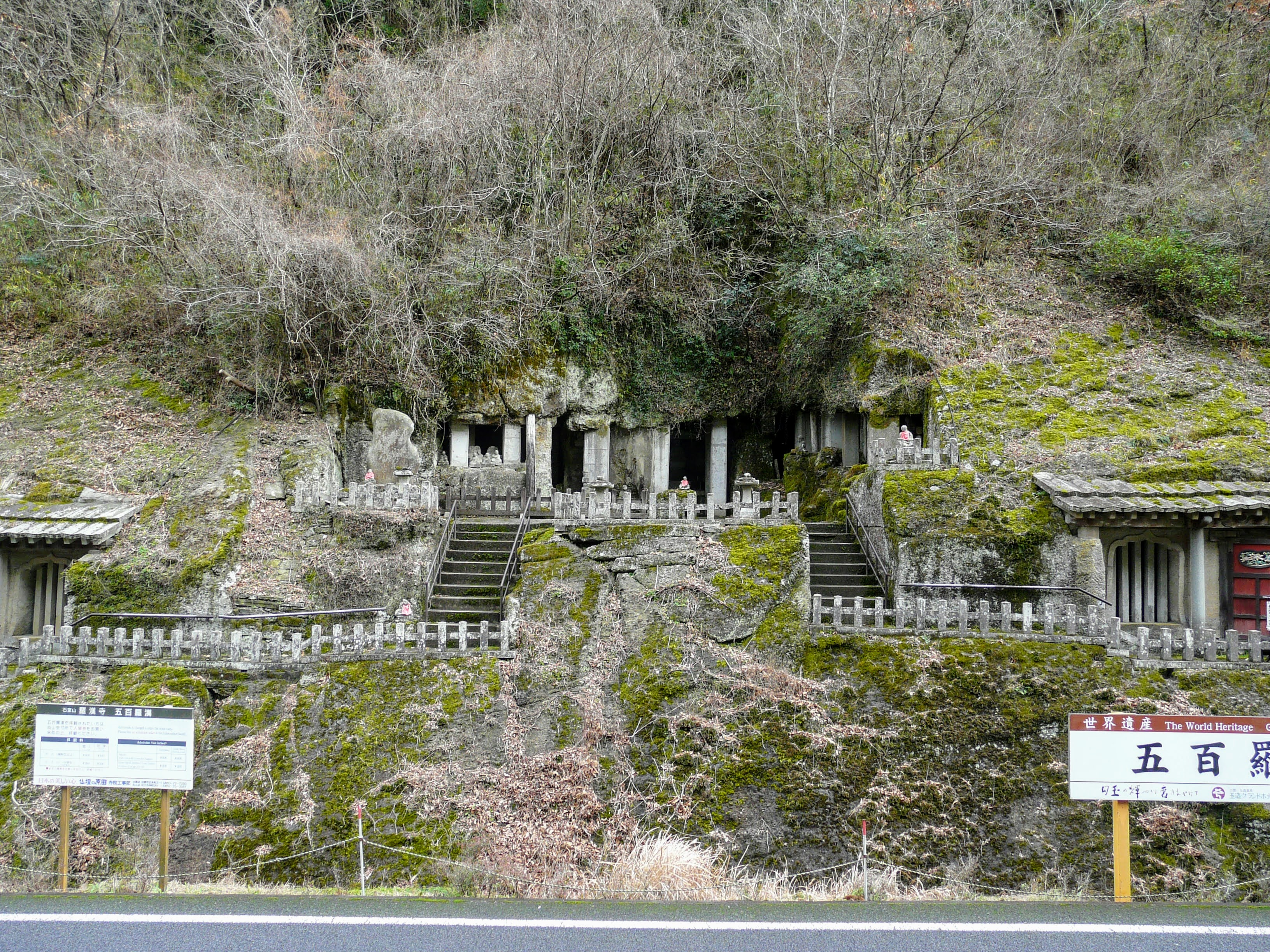
石窟内に五百羅漢が安置されている
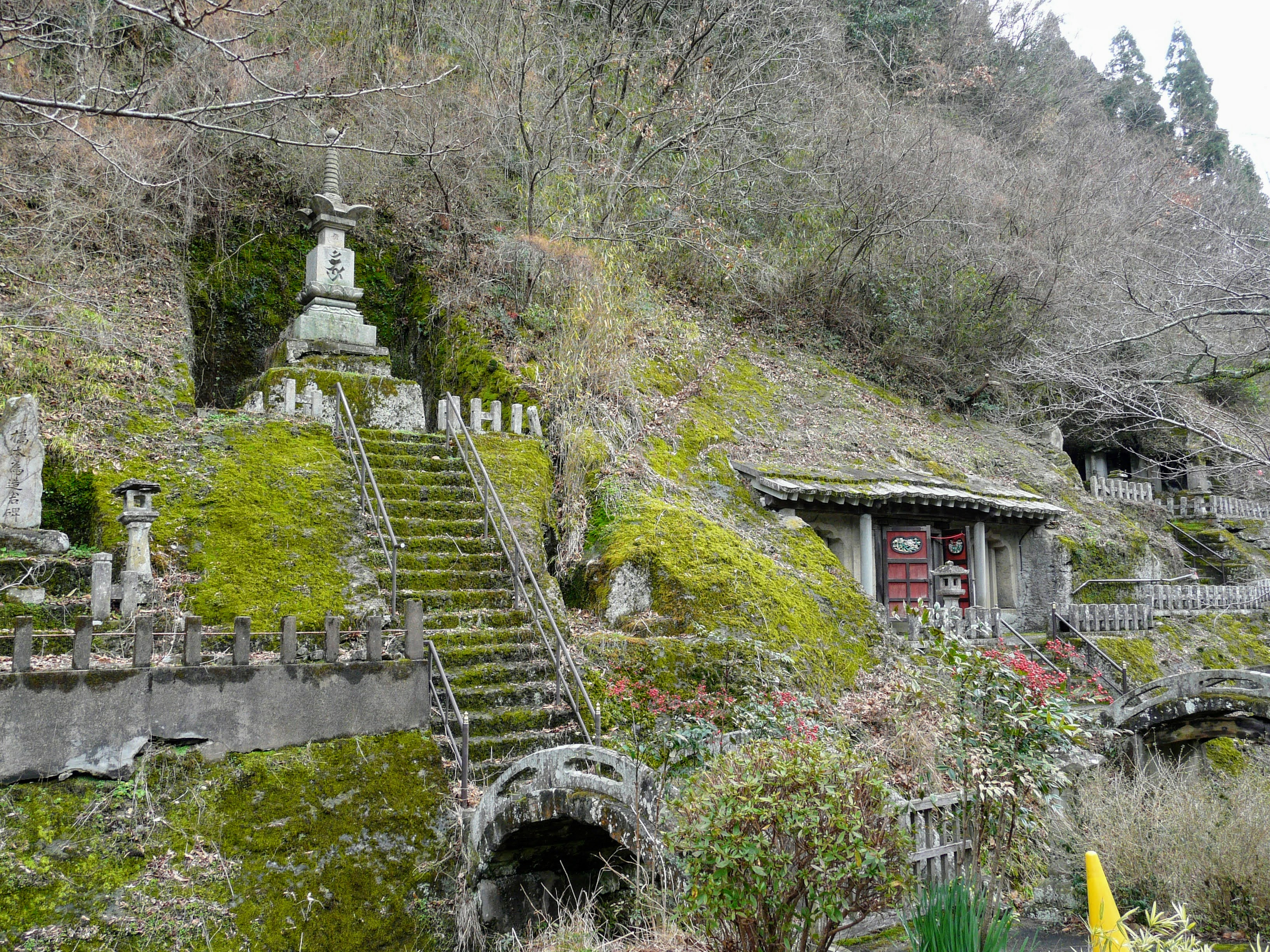
左上部に宝篋印塔
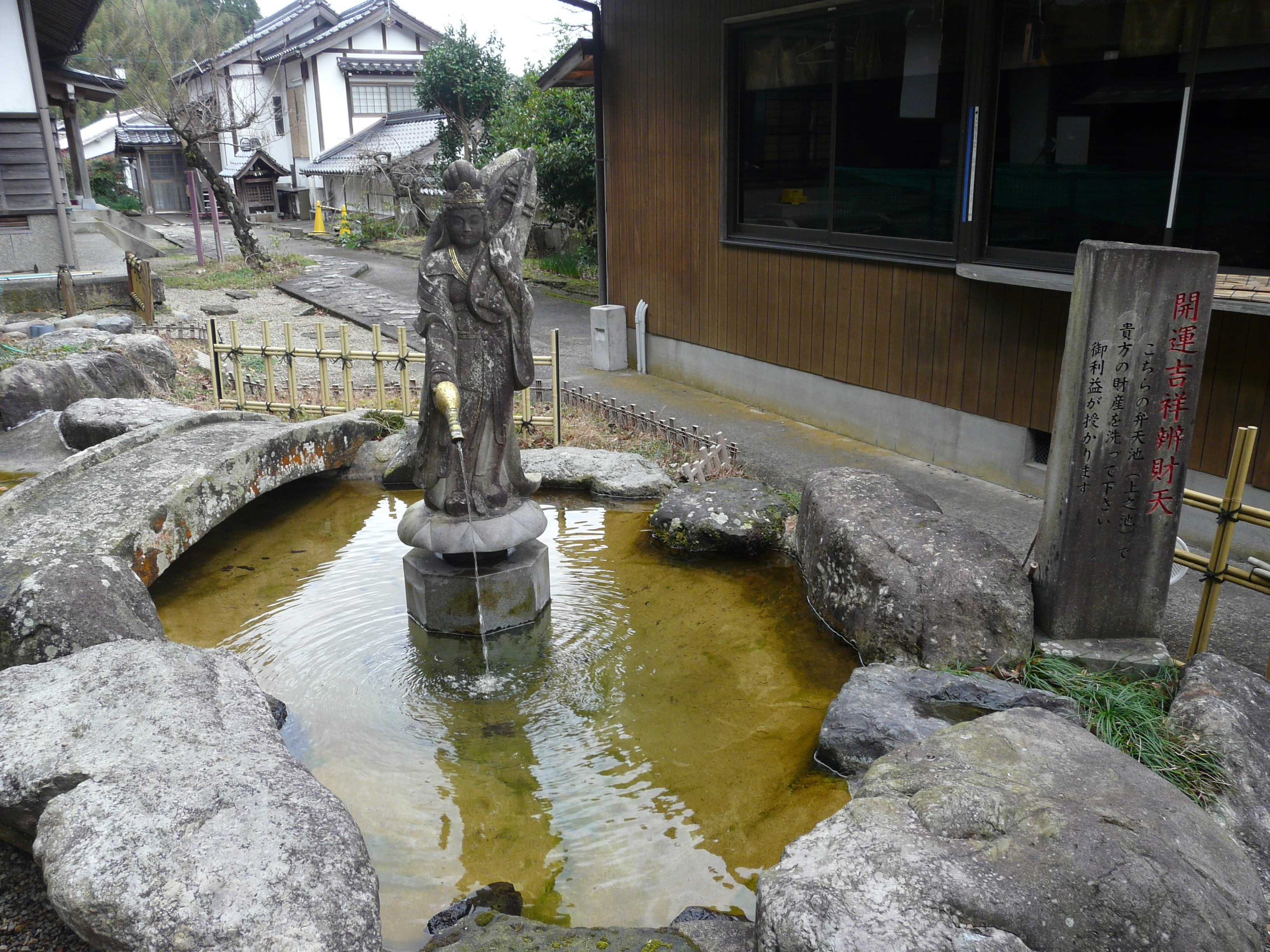
境内に安置されている弁財天

## 関連項目

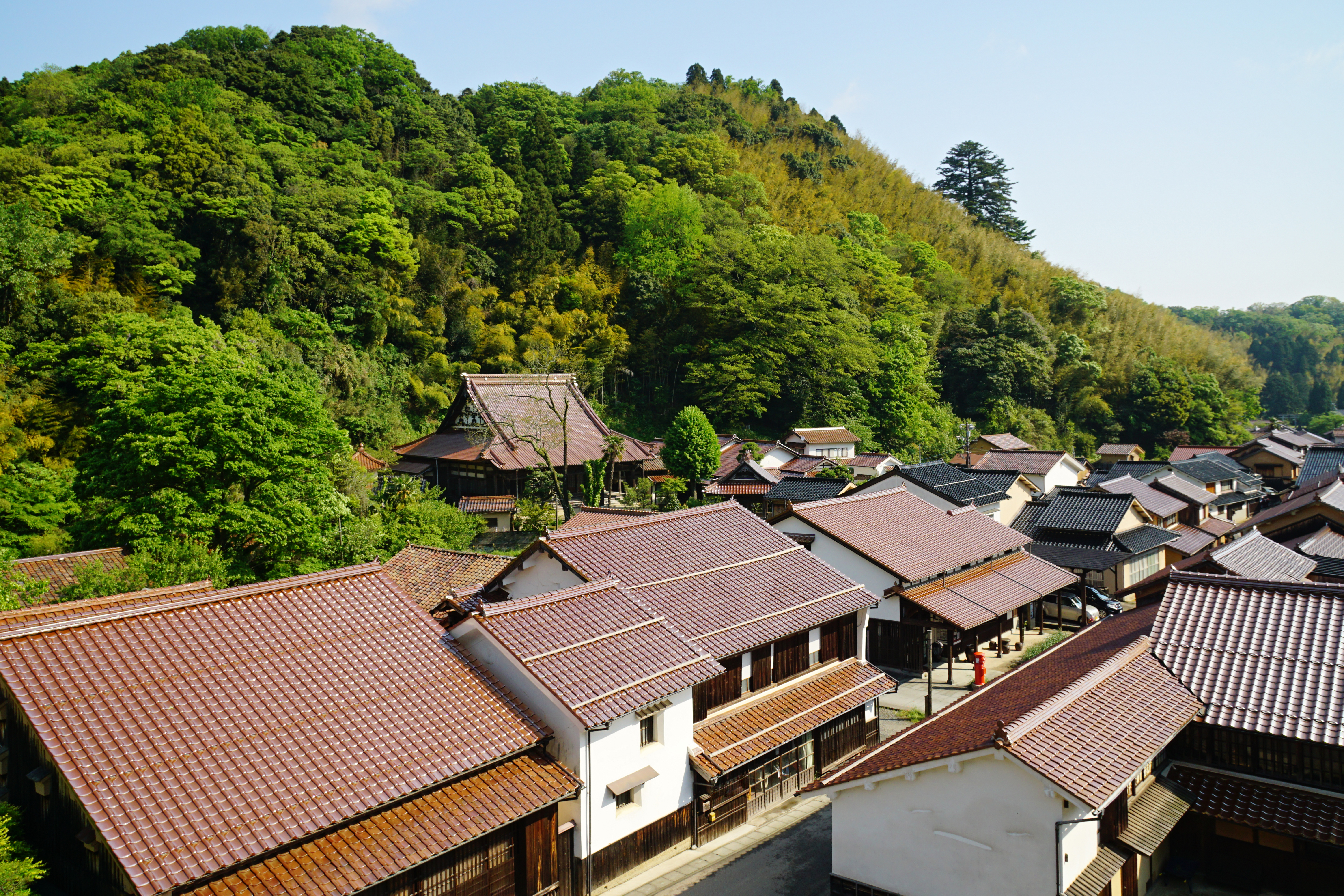
大森銀山伝統的重要建造物群保存地区

## 文化財

### 史跡（国指定）
- 羅漢寺五百羅漢（「石見銀山遺跡」のうち）
国の史跡「石見銀山遺跡」の一部として、2005年に追加指定された。石造五百羅漢坐像群、石反橋3基、宝篋印塔を含む。

### 大田市指定史跡
- 千人壺 1か所

### 大田市指定有形文化財
- 木造大元帥明王立像 1躯
- 木造降三世明王立像 1躯